# Státní znak Ghany
Státní znak Ghany je tvořen modrým, zlatě lemovaným štítem, který je rozdělen na čtyři pole zeleným, taktéž zlatě lemovaným křížem se zlatým, kráčejícím britským lvem uprostřed. První pole obsahuje zlatou, písařskou hůl, zkříženou se zlatým, obřadním mečem. Ve druhém poli je stříbrný hrad na zlatém kopci, vystupujícím z moře. Ve třetím poli je kakaovník a ve čtvrtém je důl na těžbu zlata. Nad štítem je točenice v národních barvách (červeno-zeleno-žlutá) a na ni v klenotu černá, zlatě lemovaná, pěticípá hvězda. Štít stojí na půdě se zeleným trávníkem, kolem níž je zlatá stuha s červeným nápisem FREEDOM AND JUSTICE (česky Svoboda a spravedlnost). Štítonoši jsou dvě zlaté orlice s roztaženými křídly, červenou (na obrázku černou) zbrojí a dekorované hvězdou (stejnou jako v klenotu), zavěšenou na krku na stuze v národních barvách (červeno-žluto-zelené).
Lev na znaku symbolizuje spojení Ghany s britským Společenstvím, písařská hůl a meč jsou symboly místní správy, hrad představuje národní vládu, kakaovník vyjadřuje důležitost této plodiny pro export a důl připomíná dřívější název země (Zlatonosné pobřeží). Hvězdy symbolizují (stejně jako na vlajce) africkou svobodu. Orlice připomínají ghanskou legendu, v které byl mladý orel vychován s kuřaty, ale po spatření slunce na kopci vyletěl vstříc svobodě jako dospělý orel.

## Historie
Roku 1470 se na území dnešní Ghany vylodili a usídlili Portugalci a pojmenovali ji Zlatonosné pobřeží. Od 16. století pronikaly do země i další evropské národy. Ve vnitrozemí existovala v 17.–19. století Ašantská říše. V britsko-ašantských válkách bylo celé území postupně připojováno ke Spojenému království. V roce 1821 bylo Britské Zlatonosné pobřeží začleněno do území tzv. Britských západoafrických osad. Tento územní celek užíval od roku 1870 vlajku, odvozenou z britské státní námořní (služební) vlajky. Ta měla ve vlající části místní vlajkový emblém (badge), tvořený kruhovým polem převážně žluté barvy. V něm byl v přirozených barvách vyobrazen slon se zdviženým chobotem, palma, dva trsy trávy, kopcovitá krajina a západ slunce. To vše v přirozených barvách. Pod slonem byl do oblouku (ve dvou řádcích) červený nápis WEST AFRICA (česky Západní Afrika) a SETTLEMENTS (česky Osídlení, osady).
24. července 1874 byla vyhlášena britská kolonie Zlatonosné pobřeží. Ta užívala téměř totožnou vlajku s předchozí, pouze nápis na emblému byl nahrazen iniciálami G.C. (Gold Coast).
Sloni z volné přírody v Ghaně však již vymizeli.

Ghanský emblém (1870–1874)
Ghanský emblém (1874–1957)

26. září 1901 bylo Zlatonosné pobřeží spolu s Ašantským protektorátem vyhlášeno korunní kolonií. V roce 1902 k němu byla připojena tzv. Severní území a v roce 1922 pak západní část bývalého německého Togolandu (jako mandátní území Britské Togo). Vlajka (a tím i emblém) zůstala po celou dobu zachována. V roce 1954 získalo Zlatonosné pobřeží samosprávu a vlastní vládu. V květnu 1956 se Britské Togo rozhodlo ve všelidovém hlasování o připojení k budoucímu samostatnému státu. 6. března 1957 byla vyhlášena nezávislost nového státu pod názvem Ghana. Ještě před vyhlášením nezávislosti, 4. března 1957, udělila státu britská královna Alžběta II. nový státní znak, který je užíván dodnes. Autorem znaku byl přední ghanský umělec Amon Kotei.